# بي. إيفرت جوردن
بي. إيفرت جوردن (بالإنجليزية: B. Everett Jordan)‏ هو سياسي أمريكي، ولد في 8 سبتمبر 1896 في الولايات المتحدة، وتوفي في 15 مارس 1974 في الولايات المتحدة. حزبياً، نشط في الحزب الديمقراطي. وقد انتخب عضو مجلس الشيوخ الأمريكي عن دائرة كارولاينا الشمالية (19 أبريل 1958 – 3 يناير 1973).